# Liechtenstein na Letnich Igrzyskach Olimpijskich 1984
Liechtenstein na Letnich Igrzyskach Olimpijskich 1984 reprezentowało siedmiu zawodników. Był to 9. start reprezentacji Liechtensteinu na igrzyskach.

## Skład kadry

### Judo
Mężczyźni
- Johannes Wohlwend - waga lekka - 9. miejsce
- Magnus Büchel - waga średnia - 7. miejsce

### Lekkoatletyka
Mężczyźni
- Markus Büchel

100 metrów - odpadł w eliminacjach
200 metrów - odpadł w eliminacjach
Kobiety
- Helen Ritter

1500 metrów - odpadła w eliminacjach
- Manuela Marxer - siedmiobój - 20. miejsce

### Strzelectwo
Mężczyźni
- Theo Schurte - Karabin małokalibrowy leżąc 50 m - 55. miejsce
- Remo Sele - Karabin małokalibrowy leżąc 50 m - 65. miejsce